# King Payne
King Payne († 28. September 1812) war ein Oberster Häuptling der Seminolen. Er war ein Sohn des Häuptlings der Alachua-Seminolen, Cowkeeper (Secoffee) und Großvater oder Onkel von Micanopy. Nach Cowkeepers Tod im Jahr 1783 wurde er dessen Nachfolger. Er führte mehrere Kämpfe gegen die Spanier und Amerikaner aus Georgia.
Zu Beginn des 19. Jahrhunderts dehnten sich die Siedlungen und Plantagen der weißen Amerikaner aus Georgia immer mehr in Richtung zur Grenze von Georgia und Spanisch-Florida hin aus. Es kam immer wieder zur Flucht von schwarzen Sklaven zu den Seminolen. Viele der Sklaven heirateten in den Stamm ein. Die Sklavenhalter aus Georgia drangen in das Gebiet der Seminolen ein, um die flüchtigen Sklaven zurückzuführen. Es kam zu Konflikten zwischen den Weißen und den Indianern.
Zu Beginn des Britisch-Amerikanischen Krieges von 1812 führten die Seminolen, angeführt von King Payne und seinem jüngeren Bruder Bolek (Bowlegs) mehrere Angriffe gegen amerikanische Siedlungen im Grenzgebiet von Georgia. Der Gouverneur von Georgia David Brydie Mitchell entsandte daraufhin die Miliz von Georgia mit 117 Milizionären unter dem Kommando von Colonel Daniel Newnan aus, um die Dörfer der Alachua-Seminolen zu zerstören und die Indianer zu töten.
Am 24. September wurde das Dorf von King Payne Cuscowilla (Alachua) von den Milizionären angegriffen. Der Kampf dauerte mehrere Tage. Am 28. September 1812 wurde King Payne getötet und die Milizionäre zogen sich nach Georgia zurück. Sein Nachfolger als Oberster Häuptling wurde sein Bruder Bolek.
Nach ihm ist der Ort Paynes Town und die Paynes Prairie in Alachua County in Florida benannt.